# NGC 978
NGC 978 je galaksija u zviježđu Trokut.

## Vanjske poveznice
- SEDS: NGC 978